# チャカブコ (防護巡洋艦)
| 竣工時の「チャカブコ」 | |
| 艦歴                   | |
| 艦種                   | 防護巡洋艦 |
| 発注                   | アームストロング社ニューカッスル造船所 |
| 起工                   | 1896年8月14日 |
| 進水                   | 1898年7月4日 |
| 就役                   | 1902年1月 |
| 除籍                   | 1952年 |
| その後                 | 1959年12月解体 |
| 前型                   | ミニストロ・ゼンテノ |
| 後型                   | エスメラルダ |
| 性能諸元               | |
| 排水量                 | 常備：4,500トン 満載：4,880トン |
| 全長                   | 127.5m |
| 水線長                 | 109.7m |
| 全幅                   | 14.2m |
| 吃水                   | 5.18m |
| 機関                   | 形式不明石炭専焼円缶8基 +三段膨脹式四気筒レシプロ機関2基2軸推進                                                                                       |
| 最大出力               | 15,700shp |
| 最大速力               | 23.0kt |
| 航続性能               | 10ノット/7,200海里 |
| 燃料                   | 石炭：1,000トン（満載） |
| 乗員                   | 400名 |
| 兵装                   | 20.3cm（40口径）単装砲2基 12ｃｍ（40口径）単装速射砲10基 7.62cm（40口径）単装速射砲12基 オチキス 4.7cm（40口径）単装機砲6基 45cm水上魚雷発射管単装3門 |
| 装甲                   | 甲板：44mm（平坦部）、114mm（傾斜部） 主砲防盾：114mm（最厚部） 司令塔：76mm（最厚部）                                                                |

チャカブコ（Chacabuco）はチリ海軍の防護巡洋艦。
設計者はフィリップ・ワッツ。日本海軍の「高砂」は同型艦。

## 艦形

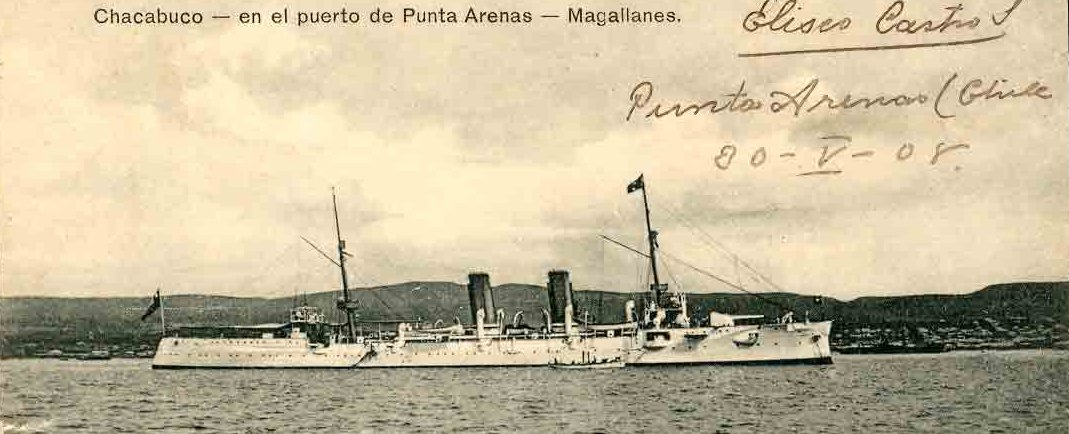
プンタ・アレーナスで撮られた「チャカブコ」。

船体形状は平甲板型船体となっており、艦の構造を前部から記述すると、水面下に衝角と45cm水中魚雷発射管1門を内蔵させた艦首、艦首甲板上に主砲の20.3ｃｍ砲を防盾の付いた単装砲架で1基、司令塔を組み込んだ両脇に船橋（ブリッジ）を持つ操舵艦橋を基部として単脚式の前部マストが立つ。船体中央部に2本煙突が立ち、その周囲には煙管型の通風塔が立ち並び、空いた場所は艦載艇置き場となっていた。艦載艇は前後マストの基部に1基ずつ付いたクレーン計2基と2本1組のボート・ダビッドが片舷3組ずつ計6組により運用された。左右の舷側に張りだし（スポンソン）が片舷2か所ずつ設けられ、そこと舷側甲板上に副武装として12cm速射砲が片舷5基ずつ計10基が配置された。後部甲板上に2番主砲が後ろ向きに1基配置された。
就役後の1939年から1941年にかけて近代化改装が行なわれて全ての武装が撤去され、新たにアームストロング社の15.2cm（50口径）速射砲が単装砲架で6基、対空火器として5.7cm（40口径）高角砲が単装砲架で4基が搭載された。1945年に5.7cm高角砲の全てが撤去され、替りにエリコン20mm（70口径）機銃が単装砲架で10基に更新された。

## 艦歴
「チャカブコ」はアームストロング社がストックボートとして建造していた巡洋艦をチリが購入したものである。1986年8月11日ないし14日起工。1898年7月4日進水。1901年ないし1902年にチリが購入し、1902年に竣工した。
1911年、ジョージ5世の戴冠式に参加。
「チャカブコ」は世界で最後まで現役であったエルジック・クルーザーであり、1959年12月15日に売却された。

## 参考図書
- 「世界の艦船増刊第46集　イギリス巡洋艦史」（海人社）
- 「世界の艦船増刊第32集　日本巡洋艦史」（海人社）
- 「Conway All The World's Fightingships 1860-1905」（Conway）
- 「Conway All The World's Fightingships 1906–1921」（Conway）